# Дуг мору (4. сезона)
Четврта сезона телевизијске серије Дуг мору је емитована од 4. маја до 9. јуна 2024. године на каналима Суперстар ТВ и Б92 и састоји се од 12 епизода. , , 

## Радња
Нестанак Олге уводи нас у лавиринт загонетних догађаја који остављају дубок утисак на све. Брзо схватамо да потрага за њом није само физичко трагање, већ и духовно путовање кроз време. простор и различите светове. На мистичном полуострву Луштица, Олга се суочава с тајнама које мора открити пре него што се њене мрачне визије остваре.
Док Олга истражује свет мртвих и открива непознату страну своје личности, њена мајка Светлана открива своје корене.
У исто време Периша, трагајући за благом Краљевине Југославије, доживљава искуство оностраног.
Судбине наших јунака се испреплићу, откривајући не само прошлост, већ и дубоке трауме и губитке које су носили.
Сви наши јунаци помажу Олги у задатку да оконча проклетство, али истовремено траже нешто што је можда најтеже пронаћи: себе...., 

## Епизоде
| Бр. еп. (укупно) | Бр. еп. (у сезони) | Наслов               | Редитељ                         | Сценариста                                              | Премијера     |
| --- | ------------------ | -------------------- | ------------------------------- | ------------------------------------------------------- | ------------- |
| 35 | 1                  | Потрага              | Милица Филиповски и Леон Лучев  | Маријана Чулић Вићентић и Бојана Маљевић                | 4. мај 2024.  |
| Потрага за Олгом се појачава, а у Београду Рњо проводи време са Јасмином, која оспорава своја дубоко укорењена веровања о вештицама. Мештани се такође окупљају да помогну у потрази за Олгом. |                    |                      |                                 |                                                         |               |
| 36 | 2                  | Баштун               | Милица Филиповски и Леон Лучев  | Маријана Чулић Вићентић и Бојана Маљевић                | 5. мај 2024.  |
| Београдски инспектор интервјуише Оскара и Рњу. Потрага за Олгом у Црној Гори нагло стаје. Загонетни посетилац упознаје Стару вештицу, што води ка новом правцу у потрази за Олгом.             |                    |                      |                                 |                                                         |               |
| 37 | 3                  | Зов туге             | Милан Коњевић и Милан Тодоровић | Маријана Чулић Вићентић, Милан Коњевић и Бојана Маљевић | 11. мај 2024. |
| 38 | 4                  | Плодови мора         | Милан Коњевић и Милан Тодоровић | Маријана Чулић Вићентић, Милан Коњевић и Бојана Маљевић | 12. мај 2024. |
| 39 | 5                  | Жена са Луштице      | Милан Коњевић и Милан Тодоровић | Маријана Чулић Вићентић, Милан Коњевић и Бојана Маљевић | 18. мај 2024. |
| 40 | 6                  | Свет мртвих          | Милан Тодоровић                 | Милан Коњевић                                           | 19. мај 2024. |
| 41 | 7                  | Каменчићи            | Милан Коњевић и Милан Тодоровић | Маријана Чулић Вићентић, Милан Коњевић и Бојана Маљевић | 25. мај 2024. |
| 42 | 8                  | Трећа плочица        | Милан Коњевић и Милан Тодоровић | Маријана Чулић Вићентић, Милан Коњевић и Бојана Маљевић | 26. мај 2024. |
| 43 | 9                  | На литици            | Милан Коњевић и Милан Тодоровић | Маријана Чулић Вићентић, Милан Коњевић и Бојана Маљевић | 1. јун 2024.  |
| 44 | 10                 | Подземни свет мртвих | Милан Коњевић и Милан Тодоровић | Маријана Чулић Вићентић, Милан Коњевић и Бојана Маљевић | 2. јун 2024.  |
| 45 | 11                 | Сећања               | Милан Коњевић и Милан Тодоровић | Маријана Чулић Вићентић, Милан Коњевић и Бојана Маљевић | 8. јун 2024.  |
| 46 | 12                 | Ја ћу како морам     | Милан Коњевић и Милан Тодоровић | Маријана Чулић Вићентић, Милан Коњевић и Бојана Маљевић | 9. јун 2024.  |